# Copa da Paz
A Copa da Paz ou Peace Cup, é um torneio amistoso de futebol organizado a cada dois anos pela "Sunmoon Soccer Foundation for Peace". É disputada por oito clubes de vários continentes, apesar de 12 equipes participarem em 2009 e 4 em 2012. As três primeiras competições foram realizadas na Coreia do Sul, e em 2009 foi realizada em Madrid e Andaluzia, Espanha. O torneio foi originalmente organizado e realizado na Coreia do Sul e disputado em 2003, 2005 e 2007, entre oito clubes de diversos países, incluindo o Seongnam Ilhwa Chunma, que é de propriedade da empresa organizadora.
Um evento correspondente para equipes femininas começou em 2006 com o nome de "Peace Queen Cup", com oito equipes femininas nacionais dos cinco continentes.

## História e formato da copa
Desde 2003, a Copa da Paz está sendo realizada a cada dois anos, o Sunmoon Peace Football Foundation convida clubes de futebol de várias nações. O Seongnam Ilhwa Chunma da Coreia do Sul participa de todos os torneios, pois o clube é fundado e patrocinado pela mesma organização, a Igreja da Unificação.
De 2003 a 2007, a Copa da Paz foi disputada entre oito clubes, divididos em dois grupos de quatro equipes. O vencedor de cada grupo se classificou para a final, que foi disputada em uma única partida. A Copa da Paz de 2009 foi realizada em Andaluzia na Espanha, e 12 equipes participaram da competição.
A competição teve sua quinta edição  na Coreia do Sul em julho de 2012. Em outubro de 2012, foi anunciado que a Copa da Paz não será mais realizada, após a morte do fundador da Igreja da Unificação Sun Myung Moon.

## Controvérsia no nome
O nome original da competição era para ser Sunmoon Peace Cup, em homenagem a Sun Myung Moon, o fundador da Sunmoon Peace Football Foundation. No entanto, depois de ser criticado que era muito religiosa, a organização mudou seu nome para World Peace King Cup e começou a preparação para o seu primeiro torneio. Antes da estreia da copa, a Confederação Asiática de Futebol advertiu que o termo "World" só pode ser usado por competições organizadas pela FIFA, e "King" só pode ser usado por competições realizadas por um reino.

## Premiação
De 2003 a 2007, a quantia do prêmio do torneio foi de aproximadamente € 2 milhões para a equipe vencedora e € 500.000 para o vice-campeão.

## Lista de campeões
| Ano  | Local         |               | Final            | Final         | Final |
| Ano  | Local         | Campeão       | Placar           | Segundo Lugar |       |
| ---- | ------------- | ------------- | ---------------- | ------------- | ----- |
| 2003 | Coreia do Sul | PSV Eindhoven | 1 – 0            | Lyon          |       |
| 2005 | Coreia do Sul | Tottenham     | 3 – 1            | Lyon          |       |
| 2007 | Coreia do Sul | Lyon          | 1 – 0            | Bolton        |       |
| 2009 | Espanha       | Aston Villa   | 0 – 0 (p. 4 – 3) | Juventus      |       |
| 2012 | Coreia do Sul | Hamburgo      | 1 – 0            | Seongnam      |       |

### Desempenho por equipe
| Seleção       | Título(s) | Vices          |
| ------------- | --------- | -------------- |
| Lyon          | 1 (2007)  | 2 (2003, 2005) |
| PSV Eindhoven | 1 (2003)  | 0              |
| Tottenham     | 1 (2005)  | 0              |
| Aston Villa   | 1 (2009)  | 0              |
| Hamburgo      | 1 (2012)  | 0              |
| Bolton        | 0         | 1 (2007)       |
| Juventus      | 0         | 1 (2009)       |
| Seongnam      | 0         | 1 (2012)       |

### Títulos por país
| Estado        | Títulos | Vices |
| ------------- | ------- | ----- |
| Inglaterra    | 2       | 1     |
| França        | 1       | 2     |
| Alemanha      | 1       | 0     |
| Países Baixos | 1       | 0     |
| Itália        | 0       | 1     |
| Coreia do Sul | 0       | 1     |

## Premiação individual

### Melhor jogador
A Bola de Ouro é concedida a um jogador escolhido com base em uma votação realizada entre os meios de comunicação credenciados para cada torneio da Copa da Paz. Há também o Bola de Prata e Bola de Bronze para o segundo e terceiro melhores, respectivamente.
| Ano  | Bola de Ouro  | Bola de Prata      | Bola de Bronze  |
| ---- | ------------- | ------------------ | --------------- |
| 2003 | Park Ji-Sung  |                    |                 |
| 2005 | Robbie Keane  | Mido               | Lee Young-Pyo   |
| 2007 | Karim Benzema | Jussi Jääskeläinen | Nicolas Anelka  |
| 2009 | Ashley Young  | Hulk               | Marc Albrighton |
| 2012 | Marcus Berg   |                    |                 |

## Copa Rainha da Paz

### Vencedores
| Ano  | Local         |                | Final  | Final         | Final |
| Ano  | Local         | Campeão        | Placar | Segundo Lugar |       |
| ---- | ------------- | -------------- | ------ | ------------- | ----- |
| 2006 | Coreia do Sul | Estados Unidos | 1 – 0  | Canadá        |       |
| 2008 | Coreia do Sul | Estados Unidos | 1 – 0  | Canadá        |       |
| 2010 | Coreia do Sul | Coreia do Sul  | 2 – 1  | Austrália     |       |